# HÉV összekötő- és iparvágányok listája
Az alábbi lista a HÉV összekötő- és iparvágányokat tartalmazza. A lista a sok korábban elbontott, nem és kellően dokumentált iparvágány miatt nem tekinthető teljesnek.

## Jelmagyarázat
– használatban

 – használaton kívül, létezik

 – használaton kívül, elbontva
Ahol nincs jelzés, nem ismert az iparvágány állapota, használata.

## H5-ös HÉV (Szentendrei HÉV)
| Státusz | Név                                                                                                | Kiágazó állomás                                | Google utcakép | Google műhold | Megjegyzés | Kép |
| ------- | -------------------------------------------------------------------------------------------------- | ---------------------------------------------- | -------------- | ------------- | --- | --- |
|         | az Óbudai Szeszgyári iparvágánya                                                                   | nyílt vonalon, Filatorigát megállóhely előtt   |                |               | Elbontották. A képen az iparvágány helyének bejárata látható.                                                            |     |
|         | a Budapesti Harisnyagyár iparvágánya                                                               | nyílt vonalon, Filatorigát megállóhely előtt   |                |               | Elbontották. |     |
|         | összekötő vágány a Filatorigát teherpályaudvar és a Bécsi úti / Vörösvári úti villamosvonalak felé | nyílt vonalon, Kaszásdűlő megállóhely előtt    |                |               | Elbontották. A vágány a Hévizi útról kanyarodott rá az 1-es villamos vonalára. Ezen a részén a vágány helye még látszik. |     |
|         | iparvágány az Magyar Textilfestőgyár Rt. felé                                                      | nyílt vonalon, Kaszásdűlő megállóhely után     |                |               | Elbontották. |     |
|         | iparvágány az Óbudai Házgyár felé                                                                  | nyílt vonalon, Kaszásdűlő megállóhely után     |                |               | Elbontották. |     |
|         | összekötő vágány Óbuda vasútállomás és a Budapest–Esztergom-vasútvonal felé                        | nyílt vonalon, Aquincum megállóhely előtt      |                |               | Létezik, olykor használják.                                                                                              |     |
|         | iparvágány a Csillaghegyi Palagyár (később Csillaghegyi papírgyár) felé                            | nyílt vonalon, Csillaghegy megállóhely előtt   |                |               | Elbontották. A képen az iparvágány helye látható.                                                                        |     |
|         | iparvágány a pályafenntartási telep felé                                                           | Budakalász HÉV-állomás                         |                |               | Használaton kívül. |     |
|         | iparvágány a téglagyár felé (Budakalász)                                                           | Budakalász HÉV-állomás                         |                |               | Elbontották. |     |
|         | iparvágány a Budaflax Lenfonógyár felé                                                             | Budakalász, Lenfonó megállóhely                |                |               | Elbontották. |     |
|         | iparvágány a Szentendrei Papírgyár                                                                 | nyílt vonalon, Pannóniatelep megállóhely előtt |                |               | Elbontották. Az iparvágány hosszú, Szentendrére vezető töltése létezik.                                                  |     |
|         | összekötővágány a Szentendrei HÉV kocsiszín felé                                                   | nyílt vonalon, Szentendre HÉV-állomás előtt    |                |               | Használatban. |     |
|         | iparvágány egy kisebb tárolótelep felé                                                             | nyílt vonalon, Szentendre HÉV-állomás előtt    |                |               | Használaton kívül. |     |
|         | összekötővágány a Városi Tömegközlekedési Múzeum felé                                              | nyílt vonalon, Szentendre HÉV-állomás előtt    |                |               | Használatban. |     |

## H6-os HÉV (Ráckevei HÉV)
| Státusz | Név                                                                          | Kiágazó állomás                                     | Google utcakép | Google műhold | Megjegyzés                                                                                      | Kép |
| ------- | ---------------------------------------------------------------------------- | --------------------------------------------------- | -------------- | ------------- | ----------------------------------------------------------------------------------------------- | --- |
|         | összekötővágány a 2-es villamos felé                                         | Közvágóhíd HÉV-állomás                              |                |               | Elbontva.                                                                                       |     |
|         | 3 összekötővágány a Vágóhíd kocsiszín felé                                   | Közvágóhíd HÉV-állomás                              |                |               | Elbontva.                                                                                       |     |
|         | iparvágány egy Soroksári út / Tagló utca menti ipartelep felé                | nyílt vonalon, Kén utca megállóhely előtt           |                |               | Elbontva.                                                                                       |     |
|         | iparvágány egy Soroksári út menti ipartelep felé                             | nyílt vonalon, Kén utca megállóhely után            |                |               | Elbontva.                                                                                       |     |
|         | iparvágány egy Soroksári út menti ipartelep felé                             | nyílt vonalon, Kén utca megállóhely után            |                |               | Elbontva.                                                                                       |     |
|         | összekötővágány a Határ úti villamosvonalak (3-as, 52-es) felé               | nyílt vonalon, Pesterzsébet felső HÉV-állomás előtt |                |               | Elbontva.                                                                                       |     |
|         | iparvágány a Budapesti Fedéllemezgyár felé                                   | nyílt vonalon, Pesterzsébet megállóhely után        |                |               | Bekötése elbontva.                                                                              |     |
|         | iparvágány az ATRA-gyár felé                                                 | Torontál utca megállóhely                           |                |               | Elbontva. A képen a már elbontott iparvágány kapuja látható.                                    |     |
|         | iparvágány a Pesterzsébeti Papírgyár Kft. felé                               | nyílt vonalon, Torontál utca megállóhely után       |                |               | Elbontva. A képen a már elbontott iparvágány kapuja látható.                                    |     |
|         | összekötővágány Soroksár vasútállomás és a Budapest–Kelebia-vasútvonal felé  | Soroksár, Hősök tere megállóhely                    |                |               | Elbontva.                                                                                       |     |
|         | iparvágány a Közgép Építő- és Fémszerkezetgyártó Zrt. (korábban ERDÉRT) felé | Millenniumtelep megállóhely                         |                |               | Elbontva. A képen a már elbontott iparvágány kapuja látható.                                    |     |
|         | 3 összekötő vágány a Dunaharaszti HÉV kocsiszín részlegei felé               | Dunaharaszti külső HÉV-állomás                      |                |               | Használatban.                                                                                   |     |
|         | 2 iparvágány az Ipari Park felé                                              | Szigetszentmiklós alsó megállóhely                  |                |               | Használaton kívül.                                                                              |     |
|         | a Taksonyi szárnyvonal maradványa                                            | Szigetszentmiklós-Gyártelep HÉV-állomás             |                |               | Használaton kívül.                                                                              |     |
|         | iparvágány a Tököli Repülőtér felé                                           | Szigetszentmiklós-Gyártelep HÉV-állomás             |                |               | Létezik, használaton kívül, és a Hunyadi János utcai kereszteződésnél 2011 után leaszfaltozták. |     |
|         | összekötő vágány a Ráckeve HÉV kocsiszín felé                                | Ráckeve HÉV-állomás                                 |                |               | Használatban.                                                                                   |     |

## H7-es HÉV (Csepeli HÉV)
| Státusz | Név                                                                  | Kiágazó állomás                                   | Google utcakép | Google műhold | Megjegyzés                                      | Kép |
| ------- | -------------------------------------------------------------------- | ------------------------------------------------- | -------------- | ------------- | ----------------------------------------------- | --- |
|         | összekötő vágány a Közraktár utcai villamosvágányok felé             | Boráros tér HÉV-állomás                           |                |               | Elbontották.                                    |     |
|         | összekötő vágány a Budapest-Dunapart teherpályaudvar felé            | a Müpa – Nemzeti Színház megállóhely magasságában |                |               | Elbontották a vágányt és a teherpályaudvart is. |     |
|         | iparvágány a Budapesti Lakásépítő Vállalat Dunaparti telephelye felé | a Müpa – Nemzeti Színház megállóhely magasságában |                |               | Elbontották.                                    |     |
|         | összekötő vágány a Soroksári út–Csepel vontatóvágány felé            | nyílt vonalon, Szabadkikötő megállóhely előtt     |                |               | Használaton kívül.                              |     |
|         | összekötő vágány a Csepel HÉV kocsiszín felé                         | Csepel HÉV-állomás                                |                |               | Használatban.                                   |     |

## H8-as HÉV (Gödöllői HÉV)
| Státusz | Név                                                                                 | Kiágazó állomás                          | Google utcakép | Google műhold | Megjegyzés                                      | Kép |
| ------- | ----------------------------------------------------------------------------------- | ---------------------------------------- | -------------- | ------------- | ----------------------------------------------- | --- |
|         | összekötő vágány a Kőbánya-Teher vasútállomás és a Budapest–Záhony-vasútvonal felé  | Örs vezér tere HÉV-állomás               |                |               | Használaton kívül.                              |     |
|         | iparvágány a konzervipari telephely felé                                            | nyílt vonalon, Nagyicce megállóhely után |                |               | Elbontva.                                       |     |
|         | iparvágány a Lándzsa utca felé                                                      | nyílt vonalon, Nagyicce megállóhely után |                |               | Elbontva.                                       |     |
|         | a Rákosszentmihályi HÉV megmaradt összekötő, deltavágánya                           | nyílt vonalon, Nagyicce megállóhely után |                |               | HÉV-fordításra használják.                      |     |
|         | iparvágány az Ikarus gyár felé                                                      | Mátyásföld, Imre utca megállóhely        |                |               | Elbontva.                                       |     |
|         | összekötő vágány a Cinkota HÉV kocsiszín felé                                       | Cinkota HÉV-állomás                      |                |               | Használatban.                                   |     |
|         | iparvágány a Ganz Árammérőgyár felé                                                 | Gödöllő, Erzsébet park megállóhely       |                |               | Elbontva.                                       |     |
|         | összekötő vágány a Gödöllői HÉV kocsiszín felé                                      | Gödöllő, Palotakert HÉV-állomás          |                |               | Elbontva. A képen csak a kocsiszín látható már. |     |
|         | összekötő vágány Gödöllő vasútállomás és a Budapest–Sátoraljaújhely-vasútvonal felé | Örs vezér tere HÉV-állomás               |                |               | Használaton kívül.                              |     |